# Wagenborg

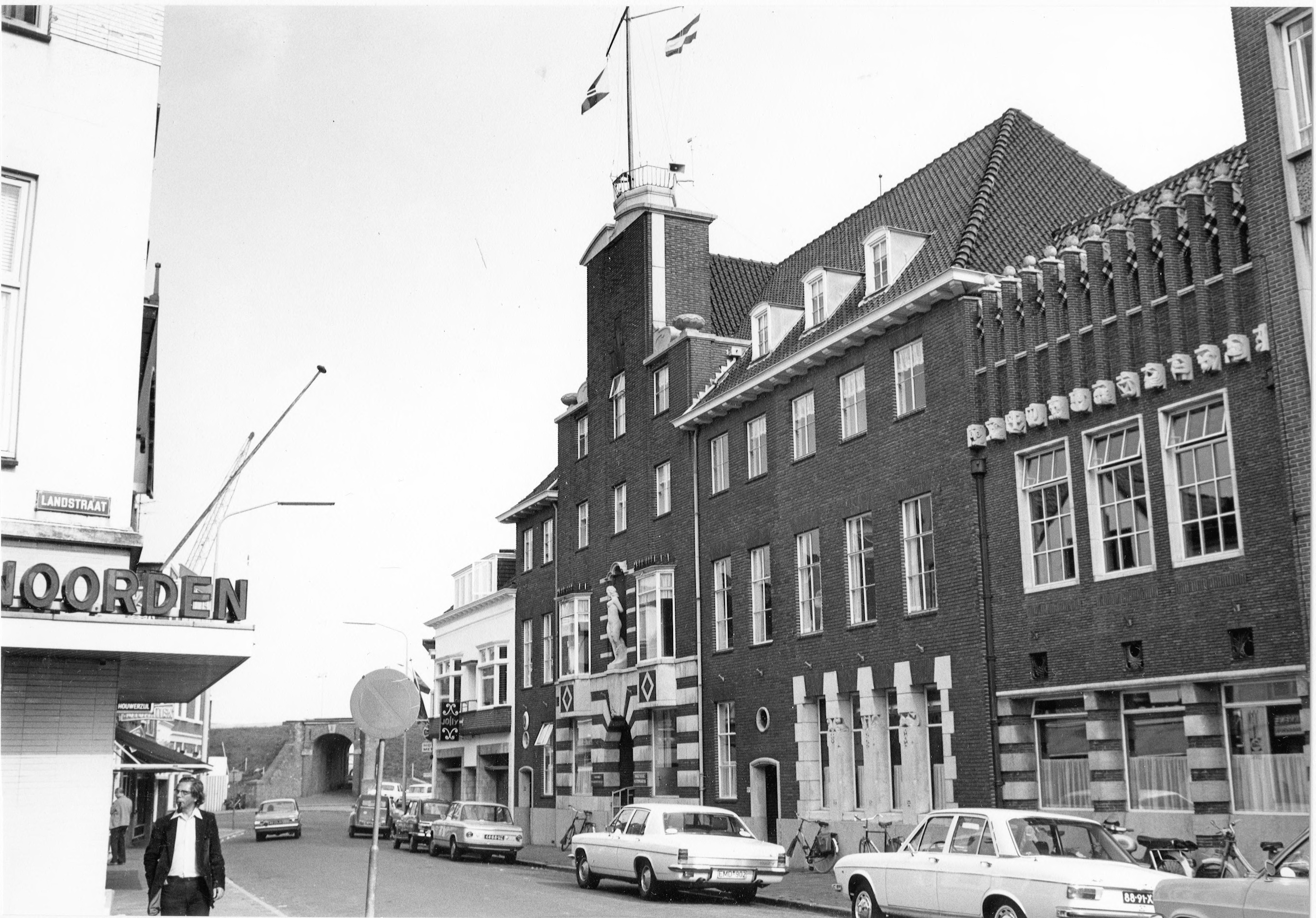
Sitz von Wagenborg Scheepvaart B.V. in Delfzijl (1973)

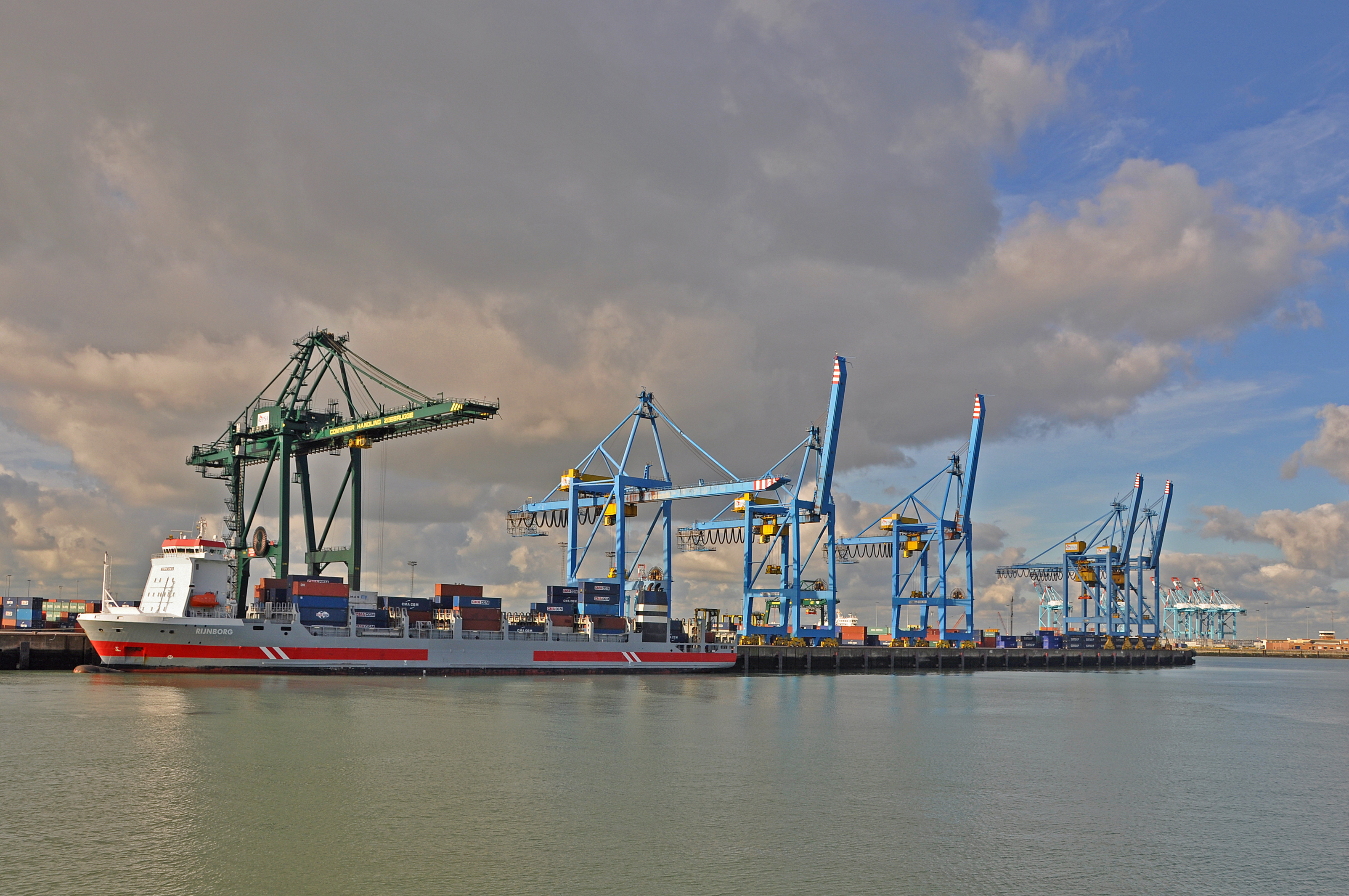
Containerschiff Rijnborg im Hafen Zeebrugge

Koninklijke Wagenborg B.V. ist ein niederländisches Schifffahrts-, Transport- und unterstützendes Offshore-Unternehmen mit Sitz in Delfzijl.

## Geschichte
Wagenborg wurde 1898 von Egbert Wagenborg (1866–1943) als Reederei zur Beförderung von Passagieren und Ladungen gegründet. 1999 wurde dem Unternehmen die Auszeichnung Koninklijk verliehen. Das Unternehmen gehörte 2010 zu den 50 größten niederländischen Unternehmen in Familienbesitz.

## Gesellschaften

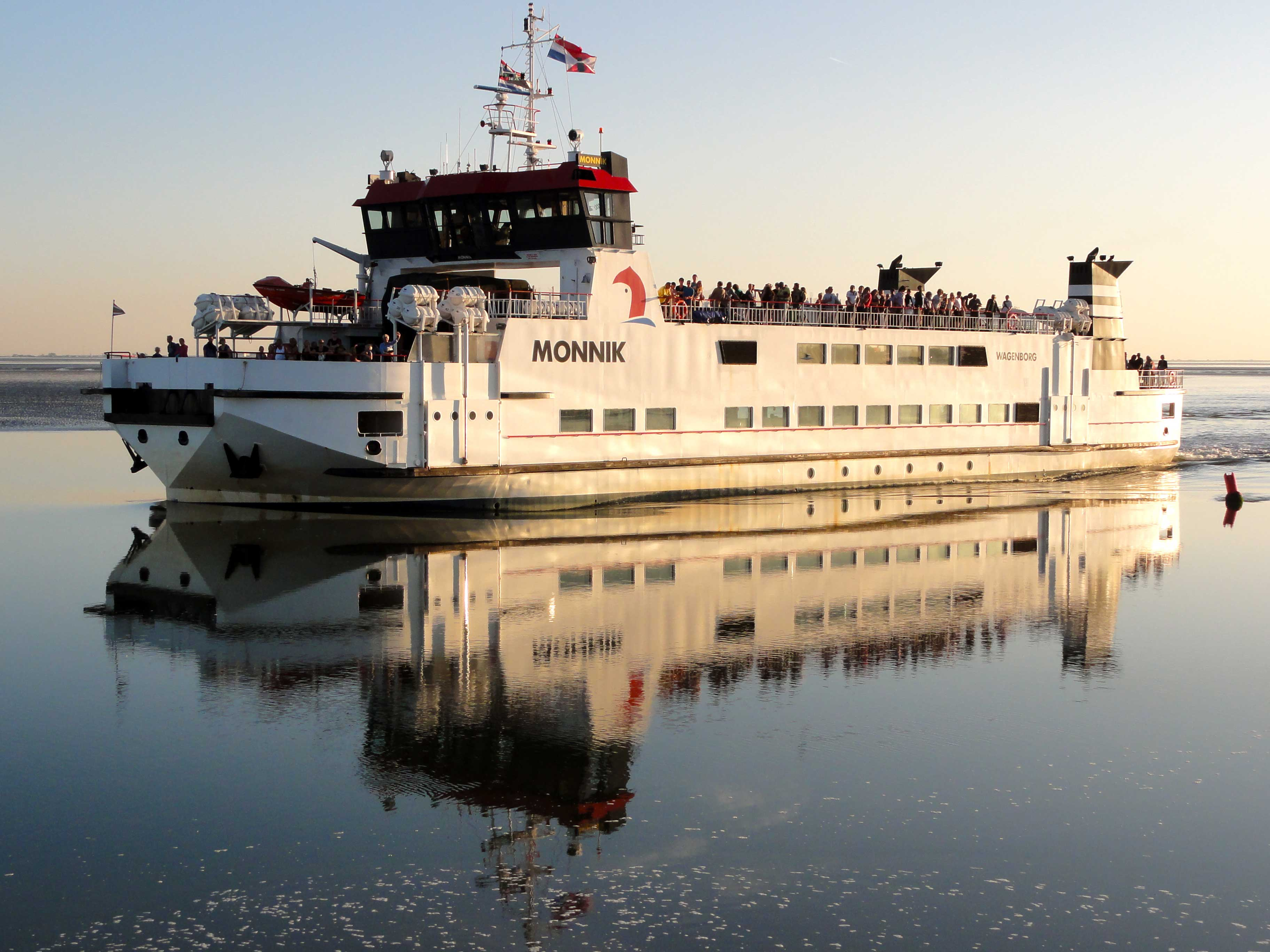
Fährschiff Monnik

Zwischenzeitlich ist das Unternehmen in mehreren Tochterunternehmen gegliedert: u. a.
- Wagenborg Shipping (Reederei mit etwa 160 Schiffen)[5]
- Wagenborg Offshore B.V. (Bohrplattform- und Reedereidienste für Offshore-Erdöl-/Erdgasgewinnung in Europa und in Kasachstan)[6]
- Wagenborg Reining B.V. (Spedition)[7]
- Wagenborg Nedlift N.V (Spezialtransport)[8][9]
- Wagenborg Passagiersdiensten B.V. (Fährservice zwischen Holwerd und Ameland sowie zwischen Lauwersoog und Schiermonnikoog)[10]

## Passagierdienst
Bis 1914 wurde der Fährverkehr zwischen Borkum und Norderney unterhalten.
Der Passagierdienst begann mit dem Schiff Ameland I den Fährdienst nach Ameland und wurde in der bisher 112 Jahre währenden Geschichte von circa 48 Schiffen betrieben. Dass der Fährdienst auch mit Mehrzweckschiffen betrieben wurde, belegt das 1915 als Wotan in Dienst gegangene, 1919 an Egbert Wagenborg verkaufte und in Vooruitgang II umbenannte Schiff. Das Schiff diente bis 1922 zusätzlich als Schlepper auf dem Dortmund-Ems-Kanal und bis 1927 ausschließlich als Passagierschiff und erhielt durch Reederwechsel den Namen Baltrum I.
Auf Anregung von Sake van der Werff wurde ab dem 30. Juni 1915 der Fährverkehr nach Schiermonnikoog eingerichtet um ab 1917 zusätzlich als „Reichsfährdienste“ Oostmahorn–Schiermonnikoog und Holwerd–Ameland anzulaufen. Ende 1927, Anfang 1928 wurde das Monopol bestätigt.

### Fluglinie
Der Versuch, 1920 eine Fluglinie zwischen Groningen und  Schiermonnikoog einzurichten, wurde im gleichen Jahr aufgegeben.

## Literatur

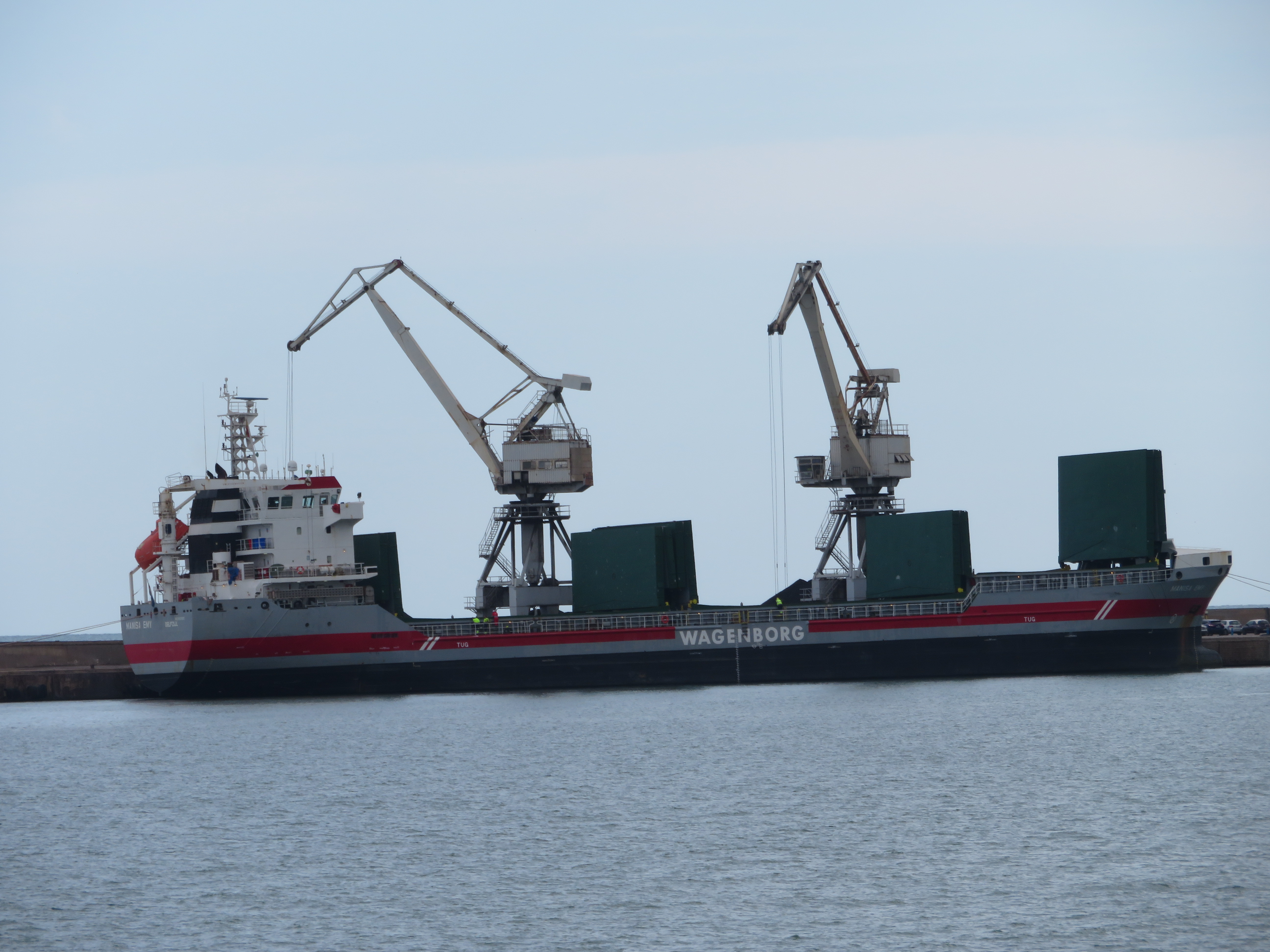
Das Schiff MANISA EMY ist ein Stückgutfrachter der Reederei Wagenborg.